# OR2D2
OR2D2 (англ. Olfactory receptor family 2 subfamily D member 2) – білок, який кодується однойменним геном, розташованим у людей на короткому плечі 11-ї хромосоми. Довжина поліпептидного ланцюга білка становить 308 амінокислот, а молекулярна маса — 34 172.
| 10         |  | 20         |  | 30         |  | 40         |  | 50         |
| ---------- |  | ---------- |  | ---------- |  | ---------- |  | ---------- |
| MRQINQTQVT |  | EFLLLGLSDG |  | PHTEQLLFIV |  | LLGVYLVTVL |  | GNLLLISLVH |
| VDSQLHTPMY |  | FFLCNLSLAD |  | LCFSTNIVPQ |  | ALVHLLSRKK |  | VIAFTLCAAR |
| LLFFLIFGCT |  | QCALLAVMSY |  | DRYVAICNPL |  | RYPNIMTWKV |  | CVQLATGSWT |
| SGILVSVVDT |  | TFILRLPYRG |  | SNSIAHFFCE |  | APALLILAST |  | DTHASEMAIF |
| LMGVVILLIP |  | VFLILVSYGR |  | IIVTVVKMKS |  | TVGSLKAFST |  | CGSHLMVVIL |
| FYGSAIITYM |  | TPKSSKQQEK |  | SVSVFYAIVT |  | PMLNPLIYSL |  | RNKDVKAALR |
| KVATRNFP   |  |            |  |            |  |            |  |            |

A: Аланін

C: Цистеїн

D: Аспарагінова кислота

E: Глутамінова кислота

F: Фенілаланін

G: Гліцин

H: Гістидин

I: Ізолейцин

K: Лізин

L: Лейцин

M: Метіонін

N: Аспарагін

P: Пролін

Q: Глутамін

R: Аргінін

S: Серин

T: Треонін

V: Валін

W: Триптофан

Кодований геном білок за функціями належить до рецепторів, g-білокспряжених рецепторів, білків внутрішньоклітинного сигналінгу. 
Локалізований у клітинній мембрані.